# Karin Eggers
Karin Eggers (* 14. August 1945 in Innsbruck) ist eine Hamburger CDU-Politikerin.

## Beruf und Ausbildung
Eggers machte nach der Schule eine Ausbildung zur Krankenschwester. Mit dem Examen arbeitet sie 35 Jahre im Universitätsklinikum Eppendorf(UKE) und im Allgemeinen Krankenhaus Barmbek (AKB) sowie ungefähr 15 Jahre als Ausbilderin beim Malteser Hilfsdienst. Heute ist sie im Ruhestand. Sie machte die Weiterbildung zur Anaesthesieschwester.
Sie ist seit 1968 verheiratet und hat einen Sohn.

## Politik
Eggers ist seit 1997 Kreisvorsitzende der Frauen-Union Wandsbek und von 2001 von 2004 Fraktionsvorsitzende CDU Hamburg-Rahlstedt. 
Sie ist seit 17. März 2004 Mitglied der Hamburgischen Bürgerschaft. Dort ist sie im Eingabenausschuss und Gesundheitsausschuss tätig. Zudem sitzt sie im Parlamentarischen Untersuchungsausschuss (PUA) Geschlossene Unterbringung Feuerbergstraße.